# 930

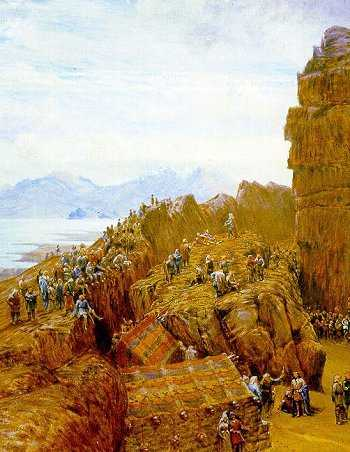
IJslandse vergadering (Alding) in Þingvellir

Het jaar 930 is het 30e jaar in de 10e eeuw volgens de christelijke jaartelling.

## Gebeurtenissen

### Europa
- Zomer - Noorse stamhoofden komen in IJsland voor het eerst (voor twee weken) bijeen in een nationale vergadering – de zogenaamde Alþing (Alding) – waar, evenals in Dingen (huidige Denemarken), wetten worden gemaakt en recht wordt gesproken. Het Alding wordt gedomineerd door 36 vooraanstaande grondeigenaren die Godar ("de Goddelijken") worden genoemd. In Þingvellir maken krijgsheren, handelaren en boeren in het openbaar mondelinge afspraken. Hierbij worden tijdens de vergadering tevens onderlinge vetes beslecht en huwelijksverbonden gesloten.[1]
- Gozelo, graaf van de Ardennengouw, treedt in het huwelijk met Uda van Metz. Zij is een dochter van graaf Gerard van de Metzgau.
- Sacho IV wordt hertog van Gascogne (Zuid-Frankrijk). Hij moet het hertogdom delen met twee rivaliserende broers.
- Eerste schriftelijke vermeldingen van Dowaai, Gandersum, Larrelt, Loga, Mils, Vomp en Wattens.

### Japan
- Keizer Daigo doet afstand van de troon (na een regeerperiode van 33 jaar) ten gunste van zijn 7-jarige zoon Suzaku, die hem opvolgt als de 61e keizer van Japan.

## Religie
- Odo van Cluny, Frankische abt van de Abdij van Cluny, schrijft de hagiografie (heiligenlegende) van graaf Geraldus van Aurillac. (waarschijnlijke datum)

## Geboren
- Alferius, Italiaans abt en heilige (overleden 1050)
- Diederik van Haldensleben, Duits markgraaf (overleden 985)
- Herbert van de Wetterau, Duits edelman (overleden 992)
- Lanzelin, Duits edelman (waarschijnlijke datum)

## Overleden
- 20 juni - Hucbald, Frankisch muziektheoreticus
- 23 oktober - Daigo (45), keizer van Japan
- Abū Kāmil Shujā ibn Aslam, Arabisch wiskundige (waarschijnlijke datum)